# Final da Liga dos Campeões da UEFA de 1999–00
A Final da Liga dos Campeões da UEFA de 1999-00 foi uma partida de futebol que ocorreu em 24 de Maio de 2000. A partida foi disputada no Stade de France em Saint-Denis, França, para determinar o vencedor da Liga dos Campeões da UEFA de 1999–00. A final colocou frente a frente as equipas Espanholas do Real Madrid e Valência. Foi a primeira vez na Liga dos Campeões ou na Taça dos Clubes Campeões Europeus que dois clubes do mesmo país disputaram a final.

## Equipas
Na tabela seguinta, as finais até 1992 foram na era da Taça dos Clubes Campeões Europeus, e desde 1993 foram na era da Liga dos Campeões da UEFA.
| Equipa      | Aparições em finais anteriores (negrito indica vencedores)      |
| ----------- | --------------------------------------------------------------- |
| Real Madrid | 10 (1956, 1957, 1958, 1959, 1960, 1962, 1964, 1966, 1981, 1998) |
| Valência    | Nenhuma                                                         |

## Caminho para a final
| Equipa      | J | V | E | D | GP | GC | SG | Pts |
| ----------- | - | - | - | - | -- | -- | -- | --- |
| Real Madrid | 6 | 4 | 1 | 1 | 15 | 7  | +8 | 13  |
| Porto       | 6 | 4 | 0 | 2 | 9  | 6  | +3 | 12  |
| Olympiacos  | 6 | 2 | 1 | 3 | 9  | 12 | -3 | 7   |
| Molde       | 6 | 1 | 0 | 5 | 6  | 14 | -8 | 3   |

| Equipa            | J | V | E | D | GP | GC | SG | Pts |
| ----------------- | - | - | - | - | -- | -- | -- | --- |
| Valencia          | 6 | 3 | 3 | 0 | 8  | 4  | +4 | 12  |
| Bayern de Munique | 6 | 2 | 3 | 1 | 7  | 6  | +1 | 9   |
| Rangers           | 6 | 2 | 1 | 3 | 7  | 7  | 0  | 7   |
| PSV               | 6 | 1 | 1 | 4 | 5  | 10 | -5 | 4   |

| Equipa            | J | V | E | D | GP | GC | SG | Pts |
| ----------------- | - | - | - | - | -- | -- | -- | --- |
| Bayern de Munique | 6 | 4 | 1 | 1 | 13 | 8  | +5 | 13  |
| Real Madrid       | 6 | 3 | 1 | 2 | 11 | 12 | -1 | 10  |
| Dínamo de Kiev    | 6 | 3 | 1 | 2 | 10 | 8  | +2 | 10  |
| Rosenborg         | 6 | 0 | 1 | 5 | 5  | 11 | -6 | 1   |

| Equipa            | J | V | E | D | GP | GC | SG | Pts |
| ----------------- | - | - | - | - | -- | -- | -- | --- |
| Manchester United | 6 | 4 | 1 | 1 | 10 | 4  | +6 | 13  |
| Valencia          | 6 | 3 | 1 | 2 | 9  | 5  | +4 | 10  |
| Fiorentina        | 6 | 2 | 2 | 2 | 7  | 8  | -1 | 8   |
| Bordeaux          | 6 | 0 | 2 | 4 | 5  | 14 | -9 | 2   |

## Jogo

### Detalhes
| 24 de maio de 2000 | Real Madrid                              | 3 – 0 | Valencia | Stade de France, Paris                       |
| 20:45              | Morientes 39' · McManaman 67' · Raúl 75' |       |          | Público: 78 759 Árbitro: ITA Stefano Braschi |

| Real Madrid | Valencia |